# Chuck Berry
Charles Edward Anderson Berry (St. Louis, 18 de outubro de 1926 – Wentzville, 18 de março de 2017), mais conhecido como Chuck Berry, foi um cantor e compositor americano, um dos pioneiros do gênero rock and roll. Com canções como "Maybellene" (1955), "Roll Over Beethoven" (1956), "Rock and Roll Music" (1957) e "Johnny B. Goode" (1958), Berry refinou e desenvolveu o rhythm and blues nos principais elementos que tornaram o rock and roll distinto. Escrevendo letras focadas na vida adolescente e no consumismo, e desenvolvendo um estilo musical que incluía solos de guitarra e espetáculo, Berry tornou-se uma grande influência na música rock subsequente.
Nascido em uma família afro-americana de classe média em St. Louis, Missouri, Berry tinha interesse em música desde cedo e fez sua primeira apresentação pública na Sumner High School. Enquanto ainda estudante do ensino médio, ele foi condenado por assalto à mão armada e foi enviado para um reformatório, onde ficou de 1944 a 1947. Após a sua libertação, Berry se casou e trabalhou em uma fábrica de montagem de automóveis. No início de 1953, influenciado pelos riffs de guitarra e técnicas de showman do músico de blues T-Bone Walker, Berry começou a se apresentar com o Johnnie Johnson Trio. Sua virada veio quando ele viajou para Chicago em maio de 1955 e conheceu Muddy Waters, que sugeriu que ele contatasse Leonard Chess, da Chess Records. Com Chess, ele gravou "Maybellene" – adaptação de Berry da canção country "Ida Red" – que vendeu mais de um milhão de cópias, alcançando o número um na parada de rhythm and blues da revista Billboard. No final da década de 1950, Berry era uma estrela consagrada, com vários álbuns de sucesso e aparições em filmes e uma lucrativa carreira de turnê. Ele também estabeleceu sua própria boate em St. Louis, Berry's Club Bandstand. No entanto, foi condenado a três anos de prisão em janeiro de 1962 por delitos sob o Mann Act – ele havia transportado uma menina de catorze anos para o outro lado do estado. Após sua libertação em 1963, teve vários outros sucessos, incluindo "No Particular Place to Go", "You Never Can Tell" e "Nadine". Mas estes não alcançaram o mesmo sucesso, ou impacto duradouro, de suas canções de 1950, e na década de 1970 ele era mais procurado como um artista nostálgico, tocando seus sucessos passados com bandas de apoio locais de qualidade variável. No entanto, em 1972, ele alcançou um novo nível de popularidade quando uma versão de "My Ding-a-Ling" se tornou seu único registro no topo das paradas. Sua insistência em ser pago em dinheiro o levou, em 1979, a quatro meses de prisão e serviço comunitário, por sonegação de impostos.
Berry foi um dos primeiros músicos a entrar no Rock and Roll Hall of Fame em sua estreia em 1986; ele foi citado por ter "lançado as bases para não apenas um som do rock and roll, mas para a postura rock and roll". Berry está incluído em várias das listas de "maiores de todos os tempos" da revista Rolling Stone; ele ficou em quinto lugar nas listas de 2004 e 2011 dos 100 Maiores Artistas de Todos os Tempos. A lista das 500 canções que moldaram o rock and roll do Rock and Roll Hall of Fame incluem três de Berry: "Johnny B. Goode", "Maybellene" e "Rock and Roll Music". "Johnny B. Goode", de Berry, é a única canção de rock and roll incluída no Voyager Golden Record. Ele foi apelidado pela National Broadcasting Company como o "Pai do Rock and Roll".

## Primeiros anos

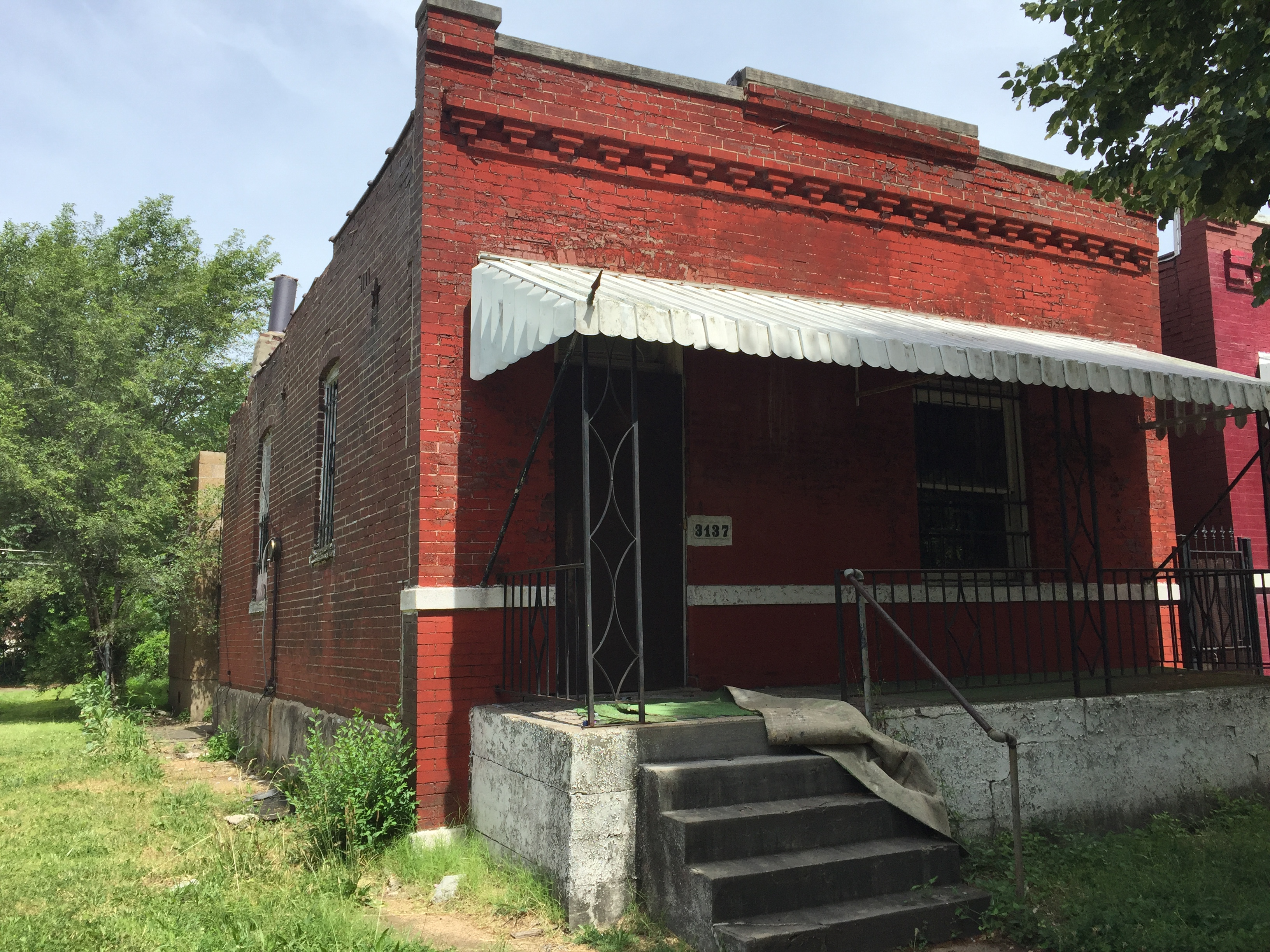
Casa de Chuck Berry

Nascido em St. Louis, Missouri, Berry foi o quarto filho de uma família de seis pessoas. Ele cresceu no bairro norte de St. Louis conhecido como Ville, uma área onde muitas pessoas de classe média viviam. Seu pai, Henry William Berry (1895–1987), era contratado e diácono de uma igreja batista próxima; sua mãe, Martha Bell (Banks) (1894–1980), era uma diretora de escola pública certificada. A educação de Berry permitiu que ele continuasse seu interesse pela música desde cedo. Ele fez sua primeira apresentação pública em 1941, enquanto ainda estudante da Sumner High School; ainda era estudante em 1944, quando foi preso por assalto a mão armada depois de roubar três lojas em Kansas City, e roubar um carro com alguns amigos. O relato de Berry em sua autobiografia é que seu carro quebrou e ele roubou um carro que passava com uma arma de brinquedo. Ele foi condenado e enviado para o Reformatório Intermediário para Rapazes em Algoa, perto de Jefferson City, Missouri, onde ele formou um quarteto de canto e lutou boxe. O grupo de canto tornou-se competente o suficiente para que as autoridades permitissem que se apresentassem fora do centro de detenção.
Em 28 de outubro de 1948, Berry se casou com Themetta "Toddy" Suggs, que deu à luz a Darlin Ingrid Berry em 3 de outubro de 1950. Berry ajudou sua família assumindo vários empregos em St. Louis, trabalhando brevemente como operário em duas fábricas de montagem de automóveis e como zelador no prédio onde ele e sua esposa moravam. Depois disso, ele se formou como esteticista no Poro College of Cosmetology, fundado por Annie Turnbo Malone. Ele estava indo bem o suficiente em 1950 para comprar uma "pequena casa de tijolos de três quartos com banheiro" na Whittier Street, que agora é listada como a Casa Chuck Berry no Registro Nacional de Lugares Históricos.
No início dos anos 1950, Berry estava trabalhando com bandas locais em clubes em St. Louis como uma fonte extra de renda. Ele tocava blues desde a adolescência e se inspirava nos riffs de guitarra e técnicas de showmanship do músico de blues T-Bone Walker. Ele também teve aulas de guitarra de seu amigo Ira Harris, que lançou as bases para seu estilo como guitarrista.
No início de 1953, Berry estava se apresentando com o trio Johnnie Johnson, iniciando uma colaboração de longa data com o pianista. A banda tocava principalmente blues e baladas, mas a música mais popular entre os brancos da região era country. Berry escreveu: "A curiosidade me provocou a colocar muitas das nossas coisas country em nossa audiência predominantemente negra e alguns de nossos fãs negros começaram a sussurrar 'quem é aquele hillbilly negro no Cosmo?' Depois que eles riram de mim algumas vezes eles começaram a pedir coisas e gostaram de dançar".
O desempenho calculado de Berry, junto com uma mistura de country e R&B, cantadas no estilo de Nat King Cole, com a música de Muddy Waters, trouxe um público mais amplo, particularmente pessoas brancas ricas.

## Carreira

### 1955–1962: Assinatura com a Chess Records: "Maybellene" para "Come On"

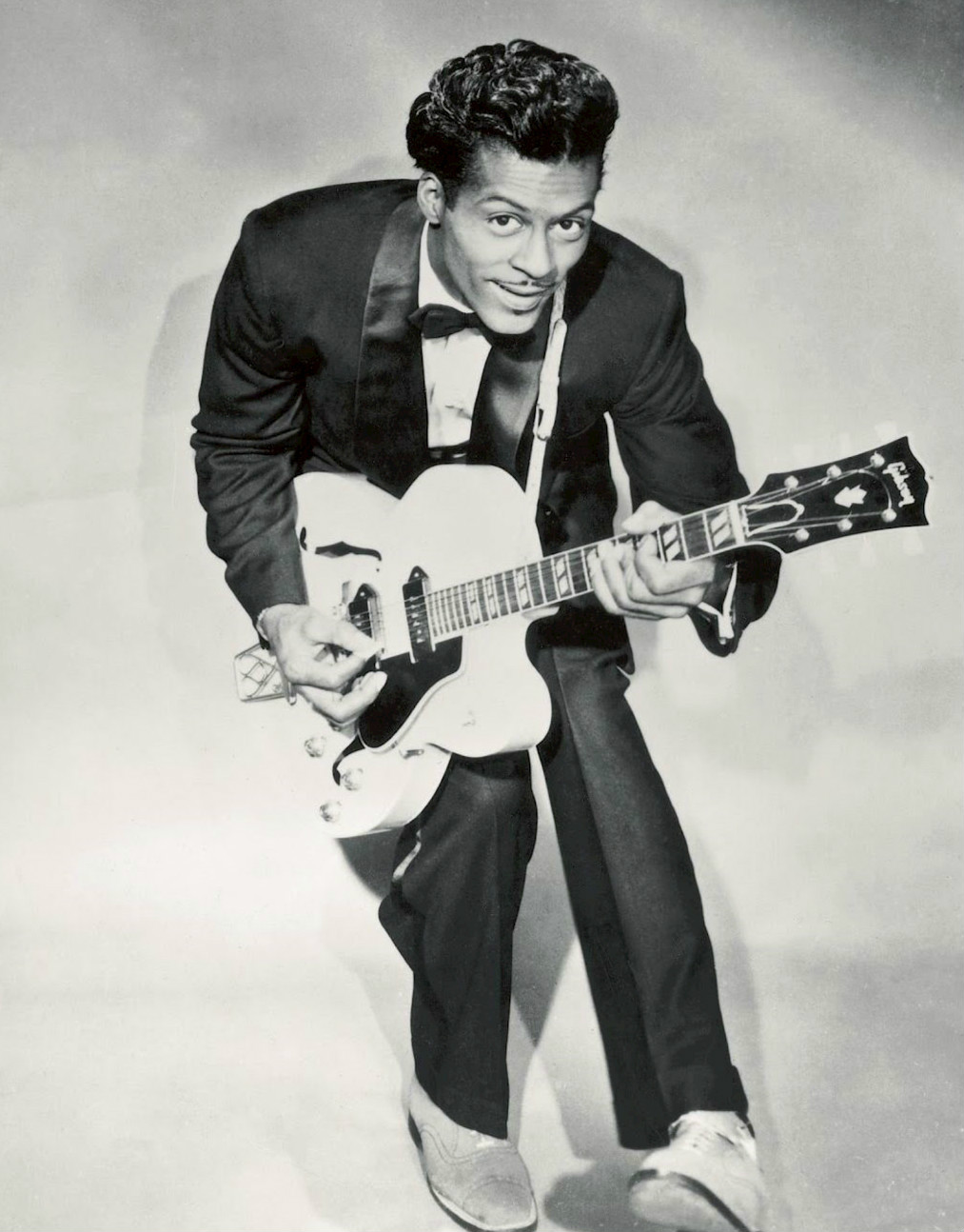
Berry em foto publicitária de 1958

Em maio de 1955, Berry viajou para Chicago, onde conheceu Muddy Waters, que sugeriu que ele procurasse Leonard Chess, da Chess Records. Berry achou que seu blues interessaria a Chess, mas Chess era um grande fã da versão de Berry de "Ida Red". Em 21 de maio de 1955, Berry gravou uma adaptação da canção "Ida Red", sob o título "Maybellene", com Johnnie Johnson no piano, Jerome Green (da banda de Bo Diddley) nas maracas, Ebby Hardy na bateria e Willie Dixon no baixo. "Maybellene "vendeu mais de um milhão de cópias, alcançando o número um na parada de rhythm and blues da revista Billboard e o número cinco na parada de Best Sellers in Stores em 10 de setembro de 1955.  Berry disse: "Saiu na hora certa, quando a música afro-americana estava se espalhando pelo pop mainstream."
Quando Berry viu pela primeira vez uma cópia do disco do Maybellene, ele ficou surpreso ao ver que dois outros indivíduos, incluindo o DJ Alan Freed, haviam recebido crédito por escrever; isso lhes daria direito a alguns dos royalties. Depois de uma batalha judicial, Berry conseguiu recuperar todos os créditos de escritor.
No final de junho de 1956, sua canção "Roll Over Beethoven" alcançou a posição 29 na parada dos 100 melhores da Billboard, e Berry saiu em turnê como um dos "Atos mais populares de 56". Ele e Carl Perkins tornaram-se amigos. Perkins disse que "Eu sabia quando ouvi Chuck pela primeira vez que ele tinha sido afetado pela música country. Eu respeitei sua escrita; seus discos eram muito, muito bons". No final de 1957, Berry participou do "Biggest Show of Stars de 1957" de Alan Freed, viajando pelos Estados Unidos com os Everly Brothers, Buddy Holly e outros. Ele foi um convidado no Guy Mitchell Show da ABC, cantando seu hit "Rock and Roll Music". Os sucessos continuaram de 1957 a 1959, com Berry marcando mais de uma dúzia de singles nas paradas durante este período, incluindo os 10 maiores sucessos dos EUA "School Days", "Rock and Roll Music", "Sweet Little Sixteen" e "Johnny B. Goode " Ele apareceu em dois primeiros filmes de rock and roll: Rock Rock Rock (1956), no qual cantou "You Can't Catch Me", e Go, Johnny, Go! (1959), no qual atuou como ele mesmo e interpretou "Johnny B. Goode", "Memphis, Tennessee" e "Little Queenie". Sua apresentação de "Sweet Little Sixteen" no Newport Jazz Festival em 1958 foi capturada no filme Jazz on a Summer's Day.
O riff de guitarra de abertura de "Johnny B. Goode" é surpreendentemente semelhante ao usado por Louis Jordan em seu hit Ain't That Just Like a Woman (1946). Berry reconheceu a dívida para com Jordan e várias fontes indicaram que seu trabalho foi influenciado por Jordan em geral.
No final da década de 1950, Berry era uma estrela estabelecida de alto perfil com vários registros de sucesso e aparições em filmes e uma lucrativa carreira em turnês. Ele abriu uma boate de St. Louis com integração racial, o Berry's Club Bandstand, e investiu em imóveis. Mas em dezembro de 1959, ele foi preso sob a Lei Mann após alegações de que ele teve relações sexuais com uma garçonete apache de 14 anos, Janice Escalante, a quem ele transportou através das fronteiras do estado para trabalhar como uma atendente em seu clube. Após um julgamento de duas semanas em março de 1960, ele foi condenado, multado em $ 5 000 e sentenciado a cinco anos de prisão. Ele apelou da decisão, argumentando que os comentários e atitudes do juiz eram racistas e prejudicavam o júri. O recurso foi acolhido, e um segundo julgamento foi ouvido em maio e junho de 1961, resultando em outra condenação e uma pena de prisão de três anos. Após o fracasso de outro recurso, Berry cumpriu um ano e meio de prisão, de fevereiro de 1962 a outubro de 1963. Ele continuou a gravar e se apresentar durante os testes, mas sua produção diminuiu à medida que sua popularidade diminuía; seu último single lançado antes de ser preso foi "Come On".

### 1963-1969: "Nadine" e mudança para a Mercury

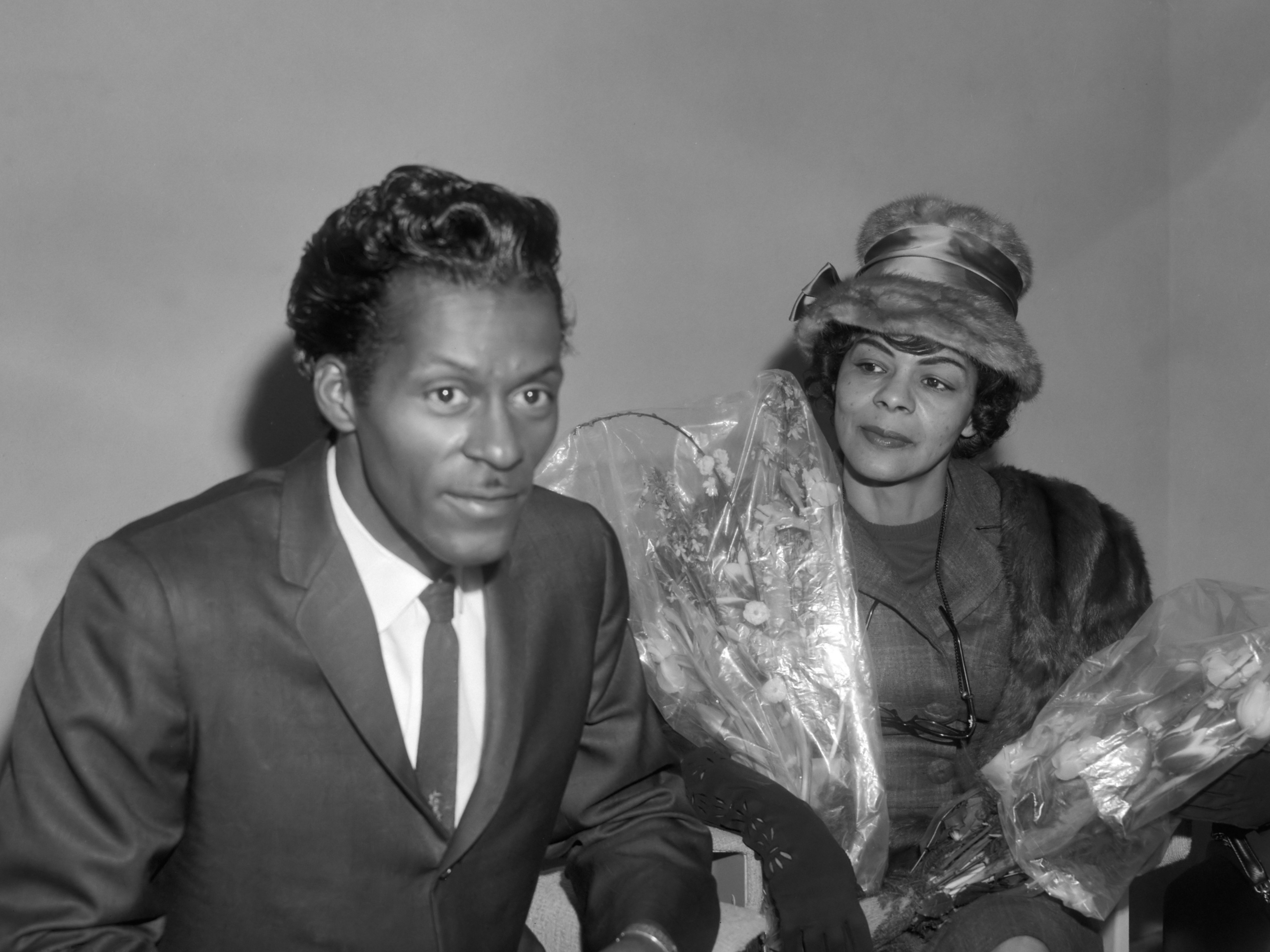
Berry e sua irmã Lucy Ann (1965)

Quando Berry foi libertado da prisão em 1963, seu retorno às gravações e apresentações foi facilitado porque as bandas invasoras britânicas - notadamente os Beatles e os Rolling Stones - mantiveram o interesse em sua música lançando versões cover de suas canções, e outras bandas retrabalharam alguns deles, como o hit dos Beach Boys de 1963 "Surfin 'U.S.A.", que usava a melodia de "Sweet Little Sixteen" de Berry". Em 1964 e 1965 Berry lançou oito singles, incluindo três que tiveram sucesso comercial, alcançando o top 20 da Billboard 100: "No Particular Place to Go" (uma reformulação humorística de "School Days", sobre a introdução de cintos de segurança nos carros), "You Never Can Tell", e o rock "Nadine". Entre 1966 e 1969, Berry lançou cinco álbuns pela Mercury Records, incluindo seu segundo álbum ao vivo (e o primeiro gravado inteiramente no palco), Live at Fillmore Auditorium; para o álbum ao vivo, ele foi apoiado pela Steve Miller Band.
Embora este período não tenha sido um sucesso para o trabalho de estúdio, Berry ainda era uma grande atração de shows. Em maio de 1964, ele fez uma turnê de sucesso pelo Reino Unido, mas quando ele voltou em janeiro de 1965, seu comportamento era errático e temperamental, e seu estilo de turnê de usar bandas de apoio locais não ensaiadas e um contrato estrito inegociável estava lhe rendendo uma reputação de artista difícil e desinteressante. Ele também tocou em grandes eventos na América do Norte, como o Schaefer Music Festival, no Central Park de Nova York em julho de 1969, e o Toronto Rock and Roll Revival festival em outubro.

### 1970–1979: De volta à Chess: concerto de "My Ding-a-Ling" na Casa Branca
Berry voltou à Chess de 1970 a 1973. Não houve singles de sucesso do álbum Back Home de 1970, mas em 1972 Chess lançou uma gravação ao vivo de "My Ding-a-Ling", uma canção nova que ele gravou em uma versão diferente como "My Tambourine" em seu LP de 1968 From St. Louie to Frisco. A faixa se tornou seu único single número um. Uma gravação ao vivo de "Reelin 'and Rockin'", lançada como single seguinte no mesmo ano, foi seu último hit no Top 40 nos Estados Unidos e no Reino Unido. Ambos os singles foram incluídos no álbum parte ao vivo e parte do estúdio The London Chuck Berry Sessions (outros álbuns das sessões de Londres foram gravados pelos principais artistas da Chess, Muddy Waters e Howlin 'Wolf). O segundo mandato de Berry com o Chess terminou com o álbum Chuck Berry de 1975, após o qual ele não fez um disco de estúdio até Rockit para a Atco Records em 1979, que seria seu último álbum de estúdio em 38 anos.

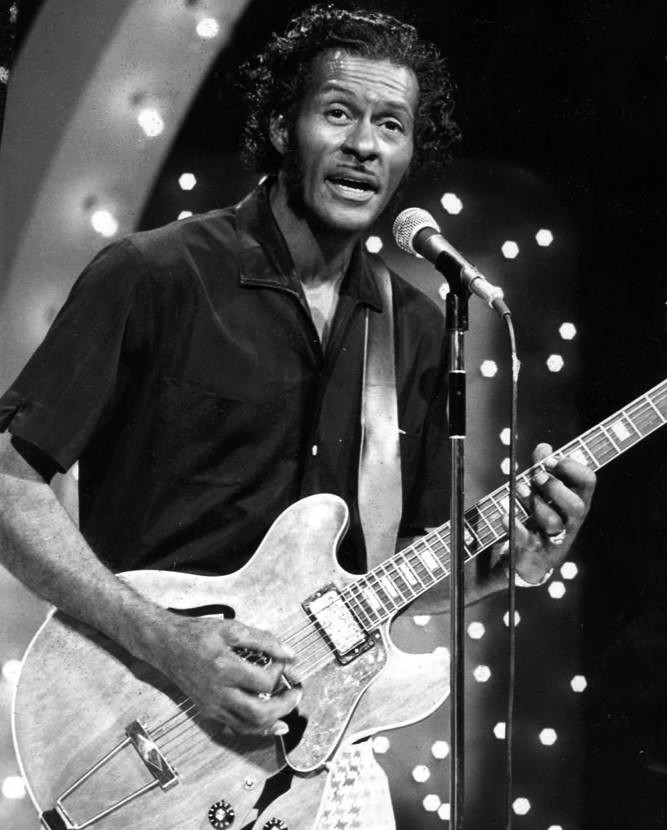
Berry np The Midnight Special em 1973

Na década de 1970, Berry viajou com base em seus sucessos anteriores. Ele esteve na estrada por muitos anos, carregando apenas sua guitarra Gibson, confiante de que poderia contratar uma banda que já conhecia sua música para onde quer que fosse. AllMusic disse que neste período suas "performances ao vivo tornaram-se cada vez mais erráticas, ... trabalhando com bandas de apoio terríveis e transformando-se em performances desajeitadas e desafinadas" que "mancharam sua reputação com fãs mais jovens e mais velhos". Em março de 1972, ele foi filmado, no BBC Television Theatre em Shepherds Bush, para o Chuck Berry in Concert, parte de uma turnê de 60 datas apoiada pela banda Rocking Horse. Entre os muitos líderes de banda desempenhando um papel reserva com Berry nos anos 1970 estavam Bruce Springsteen e Steve Miller quando cada um estava apenas começando sua carreira. Springsteen relatou no documentário Hail! Saudação! Rock 'n' Roll que Berry não deu à banda um set list e esperava que os músicos seguissem sua liderança após cada introdução de guitarra. Berry não falou com a banda após o show. No entanto, Springsteen apoiou Berry novamente quando ele apareceu no show para o Rock and Roll Hall of Fame em 1995. A pedido de Jimmy Carter, Berry se apresentou na Casa Branca em 1 de junho de 1979.
O estilo de turnê de Berry, viajando pelo circuito "oldies" na década de 1970 (muitas vezes sendo pago em dinheiro pelos promotores locais) acrescentou munição às acusações do Internal Revenue Service de que Berry havia evitado pagar imposto de renda. Enfrentando sanção criminal pela terceira vez, Berry se confessou culpado de sonegar quase US$ 110 000 em imposto de renda federal devido sobre seus rendimentos de 1973. Reportagens de jornais em 1979 colocaram sua renda conjunta de 1973 (com sua esposa) em US$ 374 982. Ele foi condenado a quatro meses de prisão e 1 000 horas de serviço comunitário - realizando concertos beneficentes - em 1979.

### 1980–2017: Últimos anos na estrada

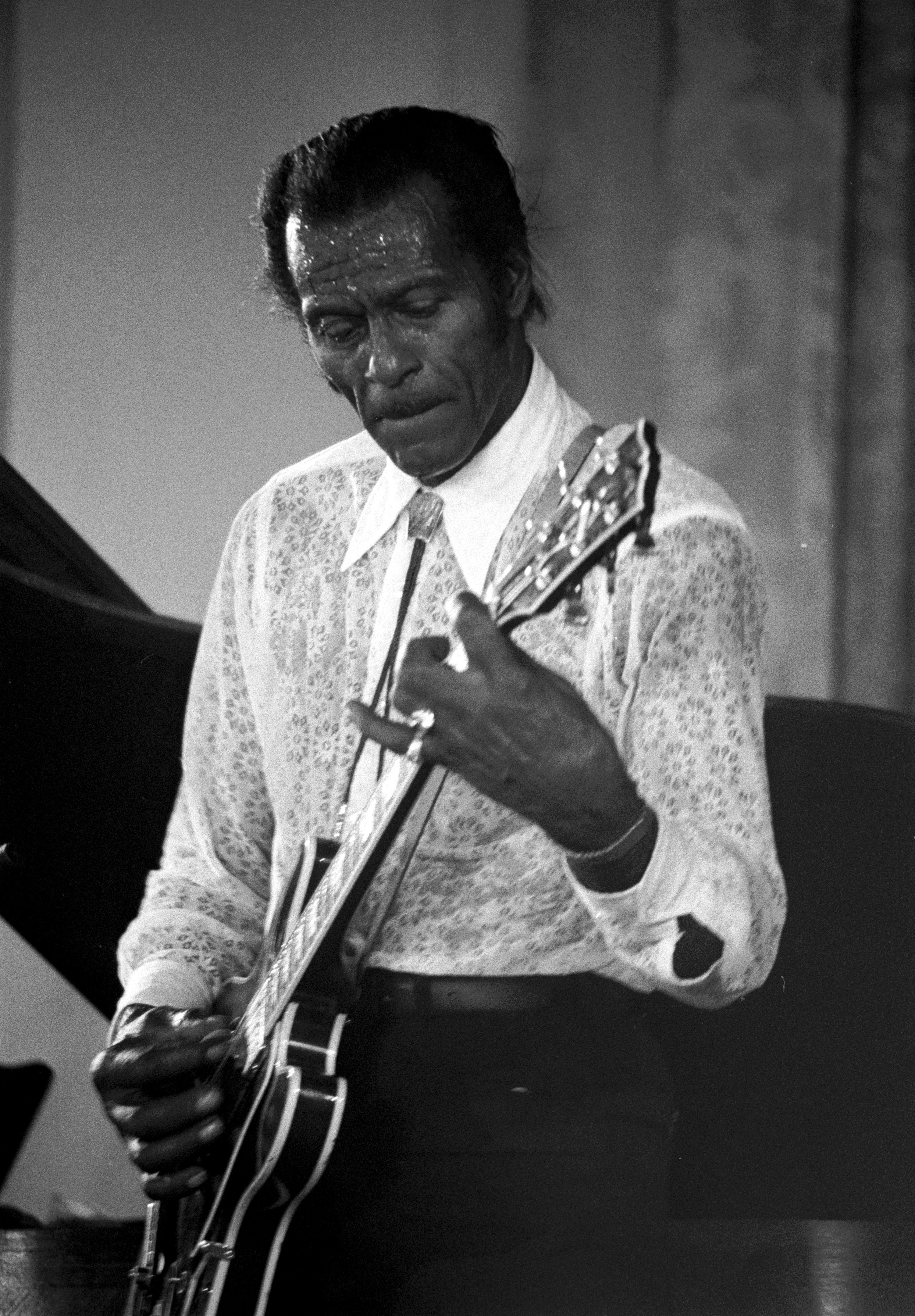
Chuck Berry em concerto em Deauville (Normandia, França) em 1987

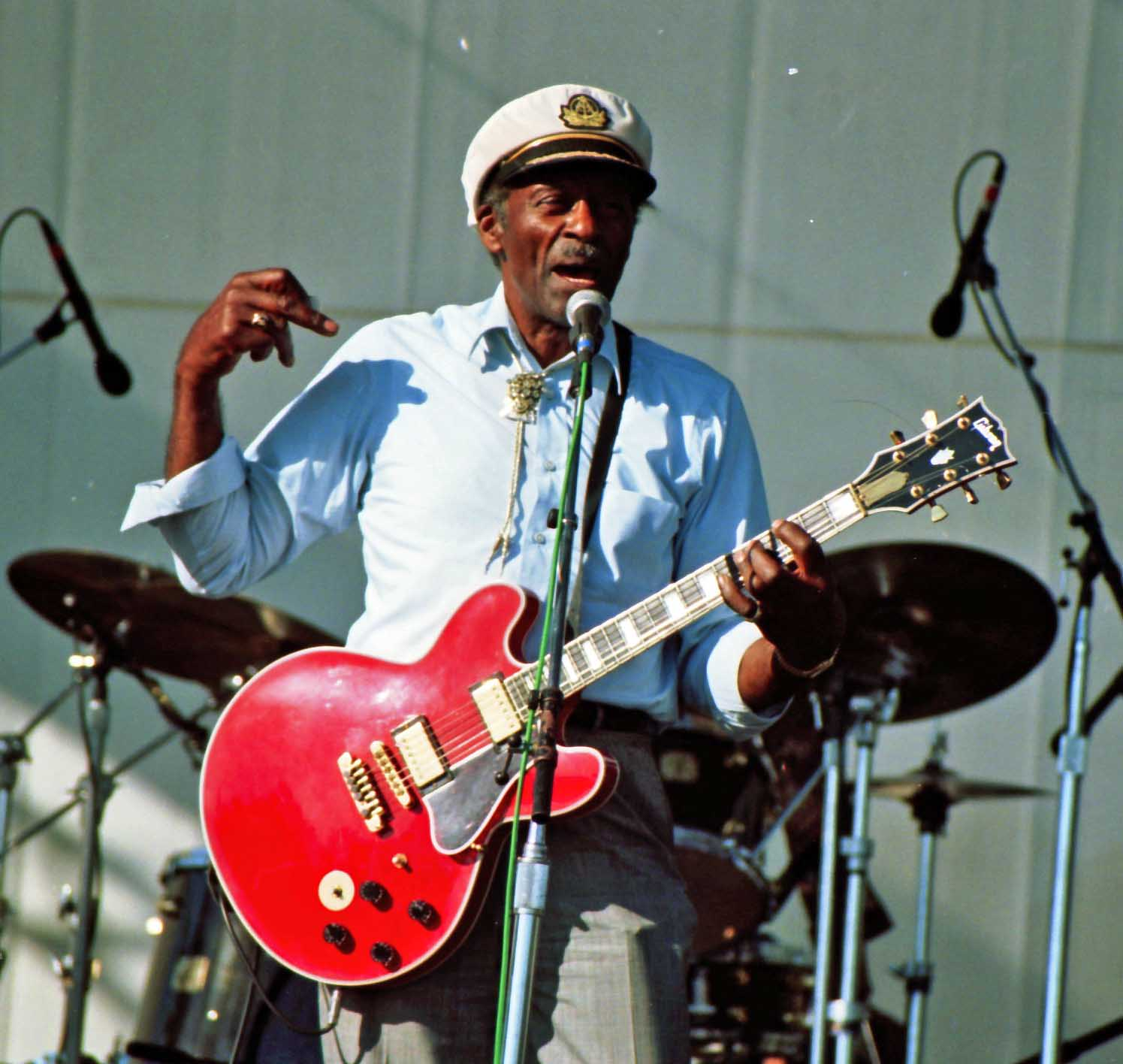
Berry no Long Beach Blues Festival, 1997

Berry continuou a tocar de 70 a 100 noites por ano na década de 1980, ainda viajando solo e exigindo uma banda local para apoiá-lo em cada parada. Em 1986, Taylor Hackford fez um documentário, Hail! Hail! Rock 'n' Roll de um concerto de celebração do sexagésimo aniversário de Berry, organizado por Keith Richards. Eric Clapton, Etta James, Julian Lennon, Robert Cray, e Linda Ronstadt, entre outros, apareceu com Berry no palco e no filme. Durante o concerto, Berry tocou um Gibson ES-355, a versão luxuosa do ES-335 que ele preferia em suas turnês nos anos 1970. Richards tocou uma Fender Telecaster Custom preta, Cray uma Fender Stratocaster e Clapton uma Gibson ES 350T, o mesmo modelo que Berry usou em suas primeiras gravações.
No final dos anos 1980, Berry comprou o Southern Air, um restaurante em Wentzville, Missouri.
Em novembro de 2000, Berry enfrentou questões legais quando foi processado por seu ex-pianista Johnnie Johnson, que alegou ter co-escrito mais de 50 canções, incluindo "No Particular Place to Go", "Sweet Little Sixteen" e "Roll Over Beethoven" , essa creditada apenas Berry. O caso foi arquivado quando o juiz decidiu que muito tempo havia passado desde que as canções foram escritas.
Em 2008, Berry fez uma turnê pela Europa, com paradas na Suécia, Noruega, Finlândia, Reino Unido, Holanda, Irlanda, Suíça, Polônia e Espanha. Em meados de 2008, ele tocou no Virgin Festival em Baltimore. Durante um show no Dia de Ano Novo de 2011 em Chicago, Berry, sofrendo de exaustão, desmaiou e teve que ser ajudado a sair do palco.
Berry morava em Ladue, Missouri, aproximadamente 10 milhas (16 km) a oeste de St. Louis. Ele também tinha uma casa em "Berry Park", perto de Wentzville, Missouri, onde viveu meio período desde a década de 1950 e foi a casa em que morreu. Esta casa, com a piscina em formato de guitarra, é vista em cenas perto do final do filme "Hail! Hail! Rock 'n' Roll". Ele se apresentava regularmente uma quarta-feira por mês no Blueberry Hill, um restaurante e bar localizado no bairro Delmar Loop de St. Louis, de 1996 a 2014.
Berry anunciou em seu 90º aniversário que seu primeiro novo álbum de estúdio desde Rockit em 1979, intitulado Chuck, seria lançado em 2017. Seu primeiro novo álbum em 38 anos, inclui seus filhos, Charles Berry Jr. e Ingrid, na guitarra e gaita , com canções "cobrindo o espectro de roqueiros obstinados a cápsulas do tempo comoventes e instigantes do trabalho de uma vida" e dedicado a sua amada esposa de 68 anos, Toddy.

## Alegações de abuso físico e sexual
Em 1987, Berry foi acusado de agredir uma mulher no Gramercy Park Hotel, em Nova York. Ele foi acusado de causar "lacerações na boca, exigindo cinco pontos, dois dentes soltos [e] contusões no rosto". Ele se declarou culpado de uma acusação menor de assédio e pagou uma multa de $ 250. Em 1990, ele foi processado por várias mulheres que alegaram que ele havia instalado uma câmera de vídeo no banheiro de seu restaurante. Berry alegou que instalou a câmera para capturar um trabalhador que era suspeito de roubar do restaurante. Embora sua culpa nunca tenha sido provada em tribunal, Berry optou por um acordo de ação coletiva. Um de seus biógrafos, Bruce Pegg, estimou que com 59 mulheres custou a Berry mais de US$ 1,2 milhão mais taxas legais. Seus advogados disseram que ele foi vítima de uma conspiração para lucrar com sua riqueza. Durante esse tempo, Berry começou a usar Wayne T. Schoeneberg como seu advogado. Alegadamente, uma batida policial em sua casa encontrou fitas de vídeo íntimas de mulheres, uma das quais era aparentemente menor. Também foram encontrados na operação 62 gramas de maconha. Foram feitas acusações criminais de abuso de drogas e crianças. Como as acusações de abuso infantil foram retiradas, Berry concordou em se confessar culpado de contravenção por porte de maconha. Ele foi condenado a seis meses de prisão suspensa, dois anos de liberdade condicional não supervisionada e foi obrigado a doar US$ 5 000 para um hospital local. Mais tarde, os vídeos que Berry gravou de si mesmo urinando em uma mulher e outra dela defecando nele viriam à tona.

## Morte
Em 18 de março de 2017, a polícia do Condado de Saint Charles, Missouri, foi chamada à casa de Berry, perto de Wentzville, onde ele foi encontrado inconsciente. Ele foi declarado morto no local, aos 90 anos, por seu médico pessoal. O TMZ publicou uma gravação de áudio em seu site na qual o operador do plantão policial pode ser ouvido respondendo a uma chamada de "parada cardíaca" na casa de Berry.
O funeral de Berry foi realizado em 9 de abril de 2017, no The Pageant, na cidade natal de Berry, St. Louis, Missouri. Ele foi lembrado com uma cerimônia pública da família, amigos e fãs em The Pageant, um clube de música onde ele frequentemente se apresentava, com sua guitarra vermelho-cereja presa à tampa interna do caixão e com arranjos de flores que incluíam um enviado pelos Rolling Stones em forma de guitarra. Posteriormente, foi realizado um velório privado no clube, celebrando a vida e a carreira musical de Berry, com a família Berry convidando 300 membros para a cerimônia. Gene Simmons, da banda Kiss, fez um elogio improvisado e não divulgado durante a cerimônia, enquanto Little Richard estava programado para liderar a procissão fúnebre, mas não pôde comparecer devido ao seu estado de saúde. Na noite anterior, muitos bares da região de St. Louis realizaram um brinde em massa às 10 da noite, em homenagem a Berry.
Um dos advogados de Berry estimou que seu patrimônio valeria 50 milhões de dólares, incluindo 17 milhões em direitos autorais. A publicação musical de Berry foi responsável por 13 milhões do valor do espólio. O espólio de Berry possuía aproximadamente metade de seus créditos de composição, enquanto a BMG Rights Management controlava a outra metade; A maioria das gravações de Berry são atualmente propriedade da Universal Music Group. Em setembro de 2017, o selo Dualtone, que lançou o último álbum de Berry, Chuck, concordou em publicar todas as suas composições nos Estados Unidos.

## Legado
Um pioneiro do rock and roll, Berry foi uma influência significativa no desenvolvimento da música e na atitude associada ao estilo de vida da música rock. Com canções como "Maybellene" (1955), "Roll Over Beethoven" (1956), "Rock and Roll Music" (1957) e "Johnny B. Goode" (1958), Berry refinou e desenvolveu o rhythm and blues com elementos que tornaram o rock and roll distinto, com letras destinadas a atrair o mercado da adolescência inicial usando descrições gráficas e humorísticas de danças adolescentes, carros velozes, vida escolar e cultura de consumo, e utilizando solos de guitarra e performances de palco que seriam bastante influentes no rock subsequente. Assim, Berry, o compositor, de acordo com o crítico Jon Pareles, inventou o rock como "uma música de desejos adolescentes realizados e bons momentos (mesmo com policiais em perseguição)". Berry contribuiu com três coisas no rock: uma arrogância irresistível, um foco no riff de guitarra como o elemento melódico primário e ênfase na composição como narrativa. Seus discos são um rico depósito de componentes líricos, teatrais e musicais essenciais do rock and roll. Além dos Beatles e dos Rolling Stones, um grande número de músicos populares importantes gravou as canções de Berry.  Embora não seja tecnicamente bem-sucedido, seu estilo de guitarra é distinto - ele incorporou efeitos eletrônicos para imitar o som de guitarristas de blues e inspirou-se em guitarristas como Carl Hogan e T-Bone Walker para produzir um som claro e emocionante que muitos guitarristas posteriores reconheceriam como uma influência em seu próprio estilo. A performance de de Berry no palco influenciou outros guitarristas de rock, particularmente sua rotina de lúpulo de uma perna, e a "dança do pato", que ele usou pela primeira vez quando criança quando andava "curvado com os joelhos totalmente dobrados", mas com as costas e a cabeça na vertical "debaixo de uma mesa para pegar uma bola e sua família achou divertido; ele o usou quando "se apresentou em Nova Iorque pela primeira vez e alguns jornalistas o rotularam como "duck walk" (passo do pato).
Em 29 de julho de 2011, Berry foi homenageado na dedicação de uma estátua de Chuck Berry em movimento de 2,5 metros no Delmar Loop em St. Louis, do outro lado da rua de Blue Berry Hill. Ele disse: "É glorioso - eu agradeço ao máximo, sem dúvida. Esse tipo de honra raramente é concedido. Mas eu não mereço isso".
O crítico de rock Robert Christgau considera Berry "o maior do rock and roll", e John Lennon disse, "se você tentasse dar ao rock and roll outro nome, poderia chamá-lo de 'Chuck Berry'. Ted Nugent disse: "Se você não conhece todos os lick de Chuck Berry, não pode tocar guitarra de rock". Bob Dylan chamou Berry de "o Shakespeare do rock 'n' roll". Bruce Springsteen escreveu: "Chuck Berry foi o maior praticante do rock, guitarrista e o maior escritor de rock 'n' roll puro que já existiu".
Entre as homenagens que Berry recebeu estavam o Prêmio Grammy de Contribuição em Vida em 1984 e o Prêmio Kennedy em 2000. Ele foi classificado em sétimo lugar na lista de 2009 da revista Time dos 10 melhores guitarristas de todos os tempos. Em 14 de maio de 2002, Berry foi homenageado como um dos primeiros ícones da Broadcast Music, Inc. no quinquagésimo prêmio anual BMI Pop. Ele recebeu o prêmio junto com os afiliados da BMI, Bo Diddley e Little Richard. Em agosto de 2014, Berry foi laureado com o Polar Music Prize.
Berry está incluído em várias listas de "maiores de todos os tempos" da revista Rolling Stone. Em setembro de 2003, a revista o classificou em sexto lugar em sua lista dos "100 maiores guitarristas de todos os tempos". Em novembro, seu álbum de compilação The Great Twenty-Eight foi classificado em 21º lugar nos "500 melhores álbuns de todos os tempos". Em março de 2004, Berry ficou em quinto lugar na lista "os imortais - os 100 maiores artistas de todos os tempos". Em dezembro de 2004, seis de suas canções foram incluídas nas "500 melhores canções de todos os tempos": "Johnny B. Goode" (7), "Maybellene" (18), "Roll Over Beethoven" (97), "Rock and Roll Music" (128), "Sweet Little Sixteen" (272) e "Brown Eyed Handsome Man" (374). Em junho de 2008, sua canção "Johnny B. Goode" foi classificada em primeiro lugar nas "100 melhores canções de guitarra de todos os tempos".
O jornalista Chuck Klosterman argumentou que em 300 anos Berry ainda será lembrado como o músico de rock que mais de perto capturou a essência do rock and roll. A revista Time declarou: "Não havia ninguém como Elvis. Mas não havia 'definitivamente' ninguém como Chuck Berry. A revista Rolling Stone o chamou de "o pai do rock & roll" que "deu à música seu som e sua atitude, mesmo enquanto lutava contra o racismo - e seus próprios crimes - por todo o caminho ", relatando que Leonard Cohen disse:" Todos nós somos notas de rodapé das palavras de Chuck Berry." Kevin Strait, curador do National Museum of African American History and Culture em Washington, D.C., disse que Berry é "um dos principais arquitetos sônicos do rock and roll".
Em 25 de junho de 2019, a revista The New York Times listou Chuck Berry entre centenas de artistas cujo material foi supostamente destruído no incêndio na Universal Studios em 2008.
De acordo com Cleveland.com, "Chuck Berry não inventou o rock and roll sozinho. Mas ele foi o homem que pegou o rhythm and blues e os transformou em um novo gênero que mudaria a música popular. Canções como "Maybellene", "Johnny B. Goode", "Roll Over Beethoven" e "Rock and Roll Music" mostrariam os principais elementos do que o rock and roll se tornaria. O som, o formato e o estilo foram construídos na música criada por Berry. Em certa medida, todos os que o seguiram foram imitadores".

## Discografia

### Álbuns de estúdio
| Título                                                                                          | Detalhes                                                                                           | Melhor posição nas paradas musicais | Melhor posição nas paradas musicais | Melhor posição nas paradas musicais | Melhor posição nas paradas musicais | Certificações |
| Título                                                                                          | Detalhes                                                                                           | EUA 200                             | EUA R&B                             | CAN                                 | GBR                                 | Certificações |
| ----------------------------------------------------------------------------------------------- | -------------------------------------------------------------------------------------------------- | ----------------------------------- | ----------------------------------- | ----------------------------------- | ----------------------------------- | ------------- |
| After School Session                                                                            | - Lançamento: maio de 1957 - Gravadora: Chess - Formato: disco de vinil                            | —                                   | —                                   | —                                   | —                                   |               |
| One Dozen Berrys                                                                                | - Lançamento: março de 1958 - Gravadora: Chess - Formato: disco de vinil                           | —                                   | —                                   | —                                   | —                                   |               |
| Chuck Berry Is on Top                                                                           | - Lançamento: julho de 1959 - Gravadora: Chess - Formato: disco de vinil                           | —                                   | —                                   | —                                   | —                                   |               |
| Rockin' at the Hops                                                                             | - Lançamento: julho de 1960 - Gravadora: Chess - Formato: disco de vinil                           | —                                   | —                                   | —                                   | —                                   |               |
| New Juke Box Hits                                                                               | - Lançamento: março de 1961 - Gravadora: Chess - Formato: disco de vinil                           | —                                   | —                                   | —                                   | —                                   |               |
| Two Great Guitars                                                                               | - Lançamento: agosto de 1964 - Gravadora: Checker - Formato: disco de vinil                        | —                                   | —                                   | —                                   | —                                   |               |
| St. Louis to Liverpool                                                                          | - Lançamento: novembro de 1964 - Gravadora: Chess - Formato: disco de vinil                        | 124                                 | —                                   | —                                   | —                                   |               |
| Chuck Berry in London                                                                           | - Lançamento: abril de 1965 - Gravadora: Chess - Formato: disco de vinil                           | —                                   | —                                   | —                                   | —                                   |               |
| Fresh Berry's                                                                                   | - Lançamento: novembro de 1965 - Gravadora: Chess - Formato: disco de vinil                        | —                                   | —                                   | —                                   | —                                   |               |
| Chuck Berry's Golden Hits                                                                       | - Lançamento: março de 1967 - Gravadora: Mercury - Formato: disco de vinil                         | —                                   | —                                   | —                                   | —                                   |               |
| Chuck Berry in Memphis                                                                          | - Lançamento: setembro de 1967 - Gravadora: Mercury - Formato: disco de vinil                      | —                                   | —                                   | —                                   | —                                   |               |
| From St. Louie to Frisco                                                                        | - Lançamento: novembro de 1968 - Gravadora: Mercury - Formato: disco de vinil                      | 185                                 | —                                   | —                                   | —                                   |               |
| Concerto in B. Goode                                                                            | - Lançamento: junho de 1969 - Gravadora: Mercury - Formato: disco de vinil                         | —                                   | —                                   | —                                   | —                                   |               |
| Back Home                                                                                       | - Lançamento: novembro de 1970 - Gravadora: Chess - Formato: disco de vinil                        | —                                   | —                                   | —                                   | —                                   |               |
| San Francisco Dues                                                                              | - Lançamento: setembro de 1971 - Gravadora: Chess - Formato: disco de vinil                        | —                                   | —                                   | —                                   | —                                   |               |
| The London Chuck Berry Sessions                                                                 | - Lançamento: outubro de 1972 - Gravadora: Chess - Formato: disco de vinil                         | 8                                   | 8                                   | 6                                   | —                                   | - EUA: ouro   |
| Bio                                                                                             | - Lançamento: agosto de 1973 - Gravadora: Chess - Formato: disco de vinil                          | 175                                 | 58                                  | —                                   | —                                   |               |
| Chuck Berry                                                                                     | - Lançamento: fevereiro de 1975 - Gravadora: Chess - Formato: disco de vinil                       | —                                   | —                                   | —                                   | —                                   |               |
| Rock It                                                                                         | - Lançamento: 1979 - Gravadora: Atco - Formato: disco de vinil                                     | —                                   | —                                   | —                                   | —                                   |               |
| Chuck                                                                                           | - Lançamento: junho de 2017 - Gravadora: Dualtone - Formato: CD, download digital e disco de vinil | 49                                  | —                                   | —                                   | 9                                   |               |
| "—" indica lançamentos que não chegaram às paradas musicais ou não foram lançados naquele país. | |                                     |                                     |                                     |                                     |               |